# Viggianiola
Viggianiola is een geslacht van vliesvleugeligen uit de familie Encyrtidae. De wetenschappelijke naam van dit geslacht is voor het eerst geldig gepubliceerd in 1982 door Trjapitzin.

## Soorten
Het geslacht Viggianiola is monotypisch en omvat slechts de volgende soort:
- Viggianiola dedicata Trjapitzin, 1982